# 剣ヶ峰
剣が峰（けんがみね）は、火山の噴火口の周縁が原義であり、特に富士山の山頂を指す名称であった。日本に複数存在する峰（山岳で、周囲より高まっている部分。頂き）や山の名前としての剣ヶ峰（けんがみね）および剣ヶ峯（けんがみね）は、古くからあった呼称から、あとあと名付けられたものと考えられる。

## 剣ヶ峰・剣が峰・剣ヶ峯
剣ヶ峰（けんがみね。※剣が峰と書く研究者も多い）は、日本に複数存在する峰（山岳で、周囲より高まっている部分。頂き）や山の名前である。
異地同名と区別するために、「富士山剣ヶ峰」など「○○剣ヶ峰」という形をとって呼ばれる場合もある。

### 剣ヶ峰等の一覧
- 雌阿寒岳の東側に位置する山。標高1328 m。
- 北海道駒ヶ岳の最高峰。1131 m。
- 早池峰剣ヶ峰 - 岩手県の早池峰山と隣接する山。標高1827 m。
- 栃木県にある高原山系の南部を構成する釈迦ヶ岳火山群の峰。標高1540 ｍ。
- 両神山の山頂。標高1723 m。埼玉県所在。
- 伊豆大島にある三原山の山頂。標高758 m。
- 富士山の山頂。標高3776 m。
- 石川県の白山の山頂部にある峰の一つ。標高2677 m。
- 御嶽山（長野県の御嶽山）の最高峰。標高3067 m。県境からは外れており、長野県内にある。
- 長野県と岐阜県に跨る乗鞍岳の最高峰。標高3026 m。
- 大山（鳥取県の大山）の山頂。標高1729 m。

## 剣が峰
相撲用語
山の「剣が峰」より転じて生まれた相撲用語「剣が峰」は、ここを境にして体（たい）が残るか否かで勝敗が分かれる土俵際（どひょうぎわ）の、特に土俵の円周を形成する俵の一番高い所（上面）の呼称であり、「剣が峰でこらえる」などと用いられる。
比喩表現
同じく山の「剣が峰」より転じた比喩表現として剣が峰（けんがみね。剣ヶ峰とも書く）があり、「それ以上少しの余裕も無い、ぎりぎりの状態」「絶体絶命」や、「成否の決する瀬戸際」という意味を持つ。また、慣用句としては「剣が峰に立つ」あるいは「剣が峰に立たされる」という形になり、「足がかりが無く、もう後の無い状態になる」という意味で使われる。これはまさに山の剣ヶ峰に立つことを想定した比喩であり、もう後が無く、いつ墜ちてもおかしくない状態にあって、そこを踏み堪えられるか否かで生死が決まる瀬戸際にあることに基づいた表現である。「首相は剣が峰に立つ思いで厳しい外交局面に臨んだ」、「剣が峰の米国経済（剣が峰に立つ米国経済）」、「浮気がばれて、彼は剣が峰に立たされている」などと用いられる。

## 剣峰
山の「剣が峰」の意味での剣峰は、日本語では「けんがみね」と読むが、剣峰の名を持つ峰や山は、少なくとも現代では確認できない。ただ、峠として、新潟県長岡市と出雲崎町滝谷を結ぶ剣峰峠（けんがみねとうげ）の名が知られている。
中国語における剣峰は、雲南省の景勝地である石林で地名として見ることができる。それは険しく切り立った峰のような形の巨岩であり、そういった形状をした夥しい数の岩群であるが、日本語の「剣ヶ峰」がそうであるように、「剣峰」は石林のものに限った地名でない可能性もある。